# Bill Weir

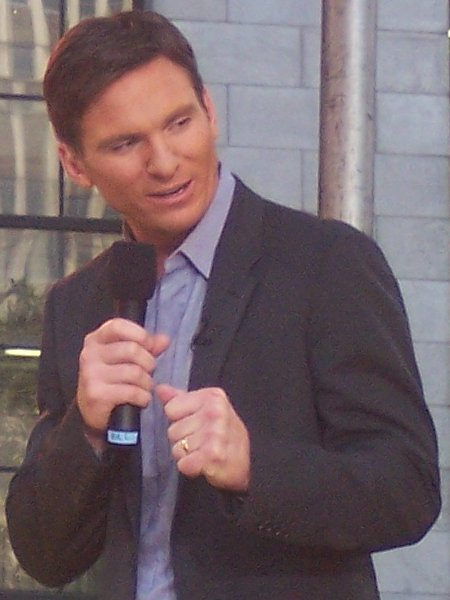
Bill Weir (2004)

Bill Weir (* 19. Dezember 1967 in Milwaukee, Wisconsin) ist ein US-amerikanischer TV-Moderator und Autor.

## Leben und Karriere
Weir wurde am 19. Dezember 1967 in Milwaukee im US-Bundesstaat Wisconsin geboren. Er schloss sein Studium in Journalismus und kreativem Schreiben an der Pepperdine University in Malibu ab.
Er begann seine Karriere 1991 als Reporter und Sportmoderator bei KAAL in Austin, Minnesota. Danach wurde er Sportmoderator bei WLUK in Green Bay, Wisconsin, und moderierte von 1995 bis 1998 die WGN Morning News auf WGN in Chicago. Von 1998 bis 2002 war Weir Sportmoderator bei KABC-TV in Los kAngeles, wo er die wöchentliche Sendung Monday Night Live moderierte. Zwischen 2002 und 2004 entwickelte, schrieb und moderierte er drei TV-Sendungen für die Sender USA und FX Networks.
Weir kam 2004 zu ABC News, wo er zunächst Sendungen für Good Morning America schrieb und moderierte. Nach dem Hurrikan Katrina reiste er 2010 nach Afghanistan und leitete die Berichterstattung des Senders über den Irak, wo die Dinge auf dem Höhepunkt der amerikanischen Truppenverstärkung stehen. Weir hat mehrere Starts und Landungen des Space Shuttle moderiert und war der erste Amerikaner, der live aus Tibet berichtete.
Im Juni 2007 wurde Weir zum Moderator des ABC-Nachrichtenmagazins iCaught ernannt. Von Juli 2010 bis Oktober 2013 war er neben Terry Moran und Cynthia McFadden der Co-Moderator von Nightline. Seit 2013 ist Weir als Moderator und seit 2019 als Chefkorrespondent für Klima bei CNN angestellt.
2015 begann CNN mit der Ausstrahlung seiner Sendung The Wonder List with Bill Weir. 2020 veröffentlichte er gemeinsam mit CNN und WarnerMedia die Dokumentation The Road To Change: America’s Climate Crisis.
Weir lebt in Manhattan.

## Filmografie
- 2020: The Road To Change: America’s Climate Crisis

## Werke
- Life as We Know It (Can Be): Stories of People, Climate, and Hope in a Changing World. 2024, Chronicle Prism, ISBN 978-1-79721-361-3